# Helianthemum somalense
Helianthemum somalense är en solvändeväxtart som beskrevs av Jan Bevington Gillett. Helianthemum somalense ingår i släktet solvändor, och familjen solvändeväxter. Inga underarter finns listade i Catalogue of Life.